# Фрідріх VII (маркграф Баден-Дурлаху)
Фрідріх VII Магнус (нім. Friedrich VII. Magnus; 23 вересня 1647 —25 червня 1709) — 8-й маркграф Баден-Дурласький в 1677—1709 роках. Його держава повсякчас страждала через війни між Францією та Священною Римською імперією.

## Життєпис
Походив з династії Церінгенів. Другий син Фрідріха VI, маркграфа Баден-Дурлаху, та Христини Магдалени Пфальц-Цвайбрюкен-Клеєбурзької. Народився 1647 року в Юкермюнде. З освітньою метою у 1664–66 та 1667—1668 роках здійснив подорож до Франції, 1668 року — до Італії, 1669 року — до Голландії та Англії. Здобув гарні знання з математики й архітектури, вивчив французьку та італійську мови, латину.
1670 року пошлюбив представницю династії Гольштейн-Готорпів. 1674 року опікувався захистом базельських укріплень від французьких військ під час Голландської війни. 1676 року через поганий стан здоров'я батька перебрав управління Баден-Дурлахом. після смерті Фрідріха VI стає новим маркграфом. 1678 року не зміг завадити вторгненню французьких військ. Також імперські загони завдали чималої шкоди Баден-Дурлаху, на шо Фрідріх VII не отримав компенсації.
Після завершення війни усі зусилля спрямував на відродження маркграфства. При цьому намагався зберігати нейтралітет, не втручаючись у військові конфлікти, насамперед війну Аугсбурзької ліги. Втім французькі війська 1688 року все таки вдерлися до Баден-Дурлаху, який став місцем протистояння з Австрією. Маркграф втік до Базелю, де перебував до 1698 року. 1689 року столицю Дурлах було сплюндровано французами.
1692 року висунув претензії на графство Гогенгерольдсек. Вступив у суперечку за це володіння з Карлом Каспаром фон дер Лейеном. 1697 року за рішенням Надвірної ради графство Гогенгерольдсек отримав фон дер Лейєн. 1700  року видав наказав про перехід на Григоріанський календар.
З початком війни за іспанську спадщину також намагався зберегти нейтралітет. Помер 1709 року в замку Карлсбург (Дурлах, в межах нинішнього міста Карслруе). Йому спадкував син Карл III Вільгельм.

## Родина
Дружина — Августа Марія, донька Фрідріха III, герцога Гольштейн-Готторпу
Діти:
- Фрідріх Магнус (13 січня—24 лютого 1672) — помер немовлям;
- Фрідеріка Августа (1673–1674) — померла немовлям;
- Крістіна Софія (1674–1676) — померла у ранньому віці;
- Клаудія Магдалена (1675–1676) — померла немовлям;
- Катарина (1677–1746) — була одружена із графом Йоганном Фрідріхом Лейнінген-Дахсбург-Харденбурзьким, мала шестеро дітей;
- Карл Вільгельм (1679–1738) — наступний маркграф Баден-Дурласький, був одружений із Магдаленою Вільгельміною Вюртемберзькою, згодом — з Ебергардіною Луїзою фон унд цу Мазенбах, мав чотирьох дітей від двох шлюбів;
- Йоганна Єлизавета (1680–1757) — одружена з герцогом Вюртемберзьким Ебергардом Людвігом, мала єдиного сина;
- Альбертіна Фредеріка (1682–1755) — одружена із герцогом Шлезвіг-Гольштейн-Етінським Крістіаном Августом, мала одинадцятеро дітей;
- Крістоф (1684–1723) — принц Баден-Дурласький, був одружений із Марією Крістіною Лейнінген-Дахсбург-Фалькенбурзькою, мав трьох синів;
- Шарлотта Софія (1686–1689) — померла у ранньому віці;
- Марія Анна (1688–1689) — померла немовлям.